# 1815 год в театре

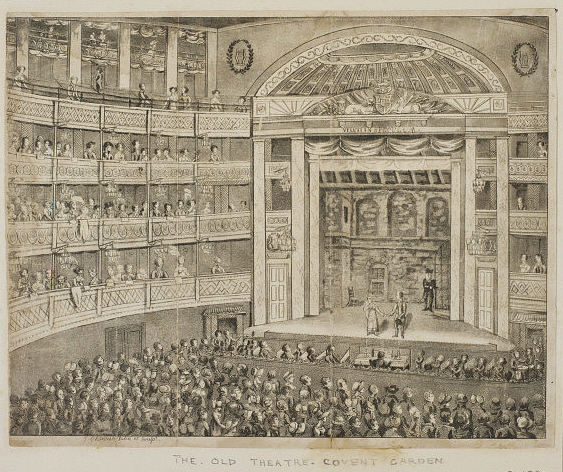
Интерьер лондонского театра «Ковент-Гарден», 1815

1815 год в театре

## События
- в Венеции вновь открылись театры Сан-Самуэле и Сан-Лука, закрытые в 1807 году указом Наполеона.
- В балете Шарля Дидло «Зефир и Флора» (1812, композитор Венюа), перенесённом балетмейстером на сцену Королевской академии музыки из Лондона, парижане впервые увидели танец на пуантах:

Мы узнаём из газет, что старшая мадемуазель Гослен в течение нескольких мгновений стояла на пальцах, sur les pointes des pieds — вещь доселе невиданная»— Кастиль-Блаз

### Постановки
- постановка «Волшебной флейты» Моцарта в новом оформлении Карла Фридриха Шинкеля (Берлин).
- премьера трагедии Бернхарда Ингемана «Бланка» (Королевский театр, Копенгаген).
- премьера комедии Александра Грибоедова «Молодые супруги» (Малый театр, Санкт-Петербург).
- премьера комедии князя Шаховского «Урок кокеткам, или Липецкие воды» (Ольгин — Иван Сосницкий, Санкт-Петербург).
- премьера балетов Ивана Вальберха «Сандрильона» и «Амазонка» (композитор Фердинанд Антонолини, Большой театр, Санкт-Петербург).
- премьера дивертисмента Исаака Аблеца «Семик, или Гулянье в Марьиной роще» (композитор Степан Давыдов, театр на Моховой, Москва).
- 4 октября — премьера оперы Джоаккино Россини «Елизавета, королева Англии[англ.]» (либретто Джованни Шмидта[англ.], театр Сан-Карло, Неаполь).
- 19 октября — премьера первой историко-героической русской оперы «Иван Сусанин» (композитор Катерино Кавос, либретто Александра Шаховского, Большой театр, Санкт-Петербург).
- 22 декабря — премьера дивертисмента Адама Глушковского «Филатка с Федорой у качелей под Новинским» (композитор Степан Давыдов, театр на Моховой, Москва).
- 26 декабря — премьера «полусерьёзной» оперы Джоаккино Россини «Торвальдо и Дорлиска[англ.]» (либретто Чезаре Стербини, театр Валле, Рим).

## Деятели театра
- Доменико Барбайя[англ.] приглашает Джоаккино Россини в Неаполь, на должность музыкального руководителя театров «Сан-Карло» и «Дель-Фондо[англ.]».
- Переселившись в столицу, 20-летний Александр Грибоедов знакомится с издателем Николаем Гречем и драматургом Николаем Хмельницким.
- Будущий композитор Жан-Мадлен Шнейцхоффер поступает литавристом в оркестр Императорской академии музыки.
- Мария Вальберхова решает вернуться сцену и вторично дебютирует в комедии князя Шаховского «Урок кокеткам, или Липецкие воды».

### Родились
- ок. 1815 — драматург и театральный критик Кондратий Ефимович.
- 27 марта (?), Санкт-Петербург — оперная певица, солистка Императорских театров в Петербурге и Москве Мария Степанова.
- 5 мая, Париж — драматург и романист Эжен Лабиш.
- 9 мая, Париж — драматург и либреттист Луи Делатр.
- 30 июля, Улефосс, Норвегия — композитор, автор музыки к балету Августа Бурнонвиля «Сильфида» Герман фон Левенскольд.
- 17 октября — актриса московского Малого театра Прасковья Орлова.
- 24 октября, Шалон-сюр-Сон — актёр и педагог Проспер Брессан.
- ноябрь, Изео, Брешиа — композитор и педагог Уранио Фонтана.
- 5 ноября, Рио-де-Жанейро — дипломат и драматург, «бразильский Мольер» Мартинс Пена[порт.].
- 22 декабря, Марсель — танцовщик, балетмейстер и педагог, директор балетной труппы парижской Оперы в 1860-х годах Люсьен Петипа.
- 25 декабря, Феррара — композитор и либреттист, автор пяти либретто для Джузеппе Верди Темистокле Солера.

### Скончались
- 15 января, Париж — актриса и драматург, руководитель театра «Каннобиана» мадемуазель Рокур.
- 15 января, Кале — родоначальница жанра  «живых картин» Эмма Гамильтон.